# مصفوفة جونز

## تعريف
أدخل هذا المصطلح روبرت كلارك جونز عام 1941. وهو يمثل في الضوء العلاقة بين الشعاع الكهربائي المنبثق من عنصر بصري والشعاع الوارد.
تستعمل هذه المصفوفة J في حالة الضوء المستقطب كلياً. أما في حالة الضوء المستقطب جزئياً وغير المستقطب فتستخدم مصفوفة مولر التي تشكل تمثيلاً أعم وأشمل.
ندعو بشعاع جونز {\displaystyle {\vec {j}}} الشعاع الكهربائي المنسوب إلى طويلته : بحيث تصبح طويلته مساوية لواحد. ويقابله بالنسبة لمصفوفة مولر شعاع ستوكس.
وتكتب العلاقة رياضياً كالآتي :
{\displaystyle {\vec {j}}_{o}=\mathrm {J} {\vec {j}}_{i}\ .}
فيما يلي قائمة بمصفوفة جونز فيما يخص العناصر البصرية الرئيسية المستخدمة في الضوء المستقطب :
| العنصر البصري                        | مصفوفة جونز |
| مقطب أفقي                            | {\displaystyle {\begin{pmatrix}1&0\\0&0\end{pmatrix}}} |
| مقطب شاقولي                          | {\displaystyle {\begin{pmatrix}0&0\\0&1\end{pmatrix}}} |
| مقطب بزاوية {\displaystyle \pm }45°  | {\displaystyle {\frac {1}{2}}{\begin{pmatrix}1&\pm 1\\\pm 1&1\end{pmatrix}}} |
| مقطب بزاوية {\displaystyle \varphi } | {\displaystyle {\begin{pmatrix}\cos ^{2}\varphi &\cos \varphi \sin \varphi \\\sin \varphi \cos \varphi &\sin ^{2}\varphi \end{pmatrix}}} |
| مقطب دائري يساري                     | {\displaystyle {\frac {1}{2}}{\begin{pmatrix}1&-i\\i&1\end{pmatrix}}} |
| مقطب دائري يميني                     | {\displaystyle {\frac {1}{2}}{\begin{pmatrix}1&i\\-i&1\end{pmatrix}}} |
| صفيحة نصف موجة محورها السريع أفقي    | {\displaystyle {\begin{pmatrix}-i&0\\0&i\end{pmatrix}}} |
| صفيحة ربع موجة محورها السريع أفقي    | {\displaystyle {\begin{pmatrix}1&0\\0&i\end{pmatrix}}} |
| عنصر استقطابي بشكل عام (صفيحة مؤخرة) | {\displaystyle {\begin{pmatrix}e^{i\phi _{x}}\cos ^{2}\theta +e^{i\phi _{y}}\sin ^{2}\theta &(e^{i\phi _{x}}-e^{i\phi _{y}})\cos \theta \sin \theta \\(e^{i\phi _{x}}-e^{i\phi _{y}})\cos \theta \sin \theta &e^{i\phi _{x}}\sin ^{2}\theta +e^{i\phi _{y}}\cos ^{2}\theta \end{pmatrix}}} |

للحصول على مصفوفة جونز في حالة تدوير عنصر استقطابي حول محوره بزاوية {\displaystyle \theta }، نضرب المصفوفة من اليمين واليسار بمصفوفة دوران على الشكل الآتي :
{\displaystyle J(\theta )=R(-\theta )\,J\,R(\theta )} ,
حيث {\displaystyle R(\theta )={\begin{pmatrix}\cos \theta &\sin \theta \\-\sin \theta &\cos \theta \end{pmatrix}}} .